# Eduardo Chillida

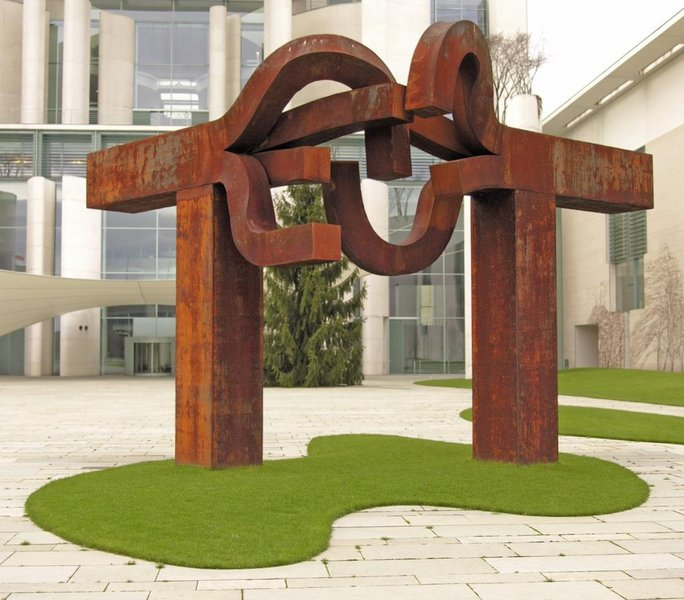
Berlijn (2000) kantoor van de Bondskanselier in Berlijn

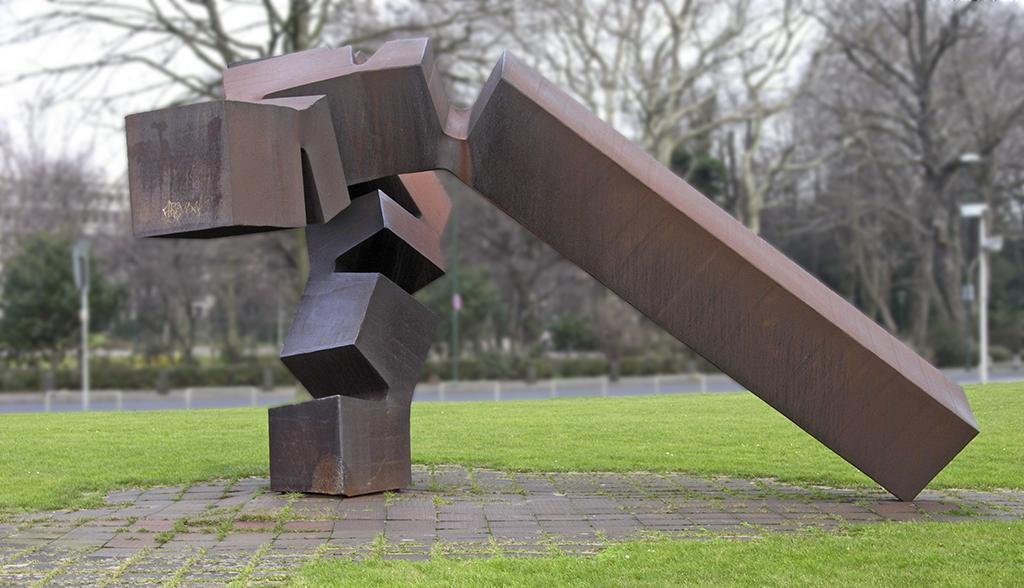
Monument voor Thyssen (1971), Düsseldorf

Eduardo Chillida Juantegui (San Sebastian, 10 januari 1924 – aldaar, 19 augustus 2002) was een Spaans Baskische beeldhouwer.

## Leven en werk
Van 1943 tot 1946 studeerde Chillida architectuur in Madrid. In 1949 verhuisde hij naar Parijs, waar hij een atelier inrichtte. In 1949 werd zijn werk tentoongesteld in de "Salon de Mai" van het "Musée National d´Art Moderne". In 1950 (volgens andere bronnen: 1951) keerde hij naar San Sebastian terug. Van 1959 tot 1977 nam hij aan diverse documenta-tentoonstellingen: documenta II, documenta III, 4. documenta en documenta 6 in Kassel deel. In de jaren tachtig en negentig werden belangrijke overzichtstentoonstellingen van zijn werk georganiseerd in New York, Bonn, Münster, Berlijn, Frankfurt am Main en San Sebastian.
In zijn vroege werken concentreerde Chillida zich nog op de menselijke vorm (meestal torso's en bustes in steen uitgevoerd). Later werden zijn beelden massiever en abstracter en creëerde hij meer monumentale werken voor de openbare ruimte (vaak in beton of cortenstaal).

Chillida behoorde tot de belangrijkste beeldhouwers van de twintigste eeuw.

## Beeldenparken
Zijn werken worden tentoongesteld in belangrijke beeldenparken, zoals:
- Yorkshire Sculpture Park in Engeland
- Museum Chillida-Leku in Spanje
- Museum Insel Hombroich in Duitsland
- Museo de Escultura al Aire Libre (Madrid) in Spanje
- Beeldenpark van de Pinakotheken München in Duitsland

## Werken
- 1948 Torso, Monte Urgell in San Sebastian
- 1954 Puertas Basílica de Aránzazu, Aránzazu
- 1966 Abesti Gogora V, Museum of Fine Arts (Houston) in Houston
- 1968 Rumor de Límites VII, Collectie Fundación Banco Central Hispano
- 1968 Peine del Viento VI, UNESCO in Parijs
- 1969 Alrededor del Vacío V, Wereldbank in Washington D.C.
- 1971 Lugar de Encuentros II, Plaza del Rey in Madrid
- 1972 Lugar de Encuentros III, beeldenpark Museo de Escultura al Aire Libre (Madrid) in Madrid
- 1971 Monumento Düsseldorf, Thyssen-Düsseldorf in Düsseldorf
- 1972 Elegio del Arquitectura II Palma de Mallorca
- 1972 Campo Espacio de Paz II, Lund
- 1973 Lugar de Encuentros IV, Museo de Bellas Artes de Bilbao in Bilbao
- 1973 Lugar de Encuentros V, Puerta de la Bisagra in Toledo
- 1974 Lugar de Encuentros VI, Fundación Juan March in Madrid
- 1974 Lugar de Encuentros VII, Palma de Mallorca
- 1974 Estela a Pablo Neruda, Teheran
- 1976 Peine del Viento XV, Paseo Eduardo Chillida in San Sebastian
- 1980 Monumento a los Fueros, Plaza de los Fueros in Vitoria-Gasteiz
- 1981 Lizardiren Leihoa, Pza Palazio Aramburu in Tolosa
- 1982 Homenage a Jorge Guillén, Cadenas de San Gregorio in Valladolid
- 1983 La Puerta de la Libertad, Vaduz
- 1983 Mesa de Omar Khayyám in Barcelona
- 1985 Topos V, Plaza del Rey in Barcelona
- 1986 La Casa de Goethe, Taunus Anlage in Frankfurt am Main
- 1987 Gure Aitaren Etxea X, Guernica
- 1987 Stele Guernica II, Museo de Bellas Artes de Bilbao
- 1987 Elegio del Agua, Parque la Creueta del Coll in Barcelona
- 1989 De Música, Dallas XV, Morton Symphony Center in Dallas (Texas)
- 1989 Zuhaitz V, Beeldenpark van het Musée de Grenoble in Grenoble
- 1989 Elogio del Horizonte, Cerro de Santa Catalina in Gijón
- 1990 Monumento a Fleming, Paseo de la Concha in San Sebastian
- 1991 Elogio del Hierro III, Gran Via in Bilbao
- 1991 Helsinki, Pohjoisesplanadi in Helsinki
- 1992 Estela a Rafa Balardi, Pico del Loro in San Sebastian
- 1992 Diálogo-Tolerancia, Rathaus in Münster
- 1992 Monumento a la Tolerancia, Muelle de la Sal in Sevilla
- 1992 Homenaje a Hokusai, Japan
- 1992 Lotura XXX, Musée Olympique in Lausanne
- 1993 Homenaje a Rodríguez Sahágun, Parque Rodríguez Sahágun in Madrid
- 1993 Enparantza II, Basílica de San Ignacio in Azpeitia
- 1993 Arco de la libertad, in Museum Chillida-Leku in Hernani
- 1996 Jaule de la Libertad, Landeszentralbank in Trier
- 1996 Basarkada X, Hof des Sinclair-Hauses in Bad Homburg vor der Höhe
- 1997 Buscando la Luz, Beeldenpark van de Pinakotheken München in München
- 1998 Mural G-333, MACBA in Barcelona
- 1999 De Música IV, Münsterplatz in Bonn
- 1999 Berlin, Bundeskanzleramt in Berlijn
- 1999 zonder titel, Museo de Bellas Artes de Bilbao
- 2000 Elogio del Aire II, Aeropuerto de Bilbao in Bilbao
- 2000 Begirira IV, Muelle de Evaristo Churruca in Bilbao
- 2000 Begirira V, Museum Insel Hombroich

## Fotogalerij

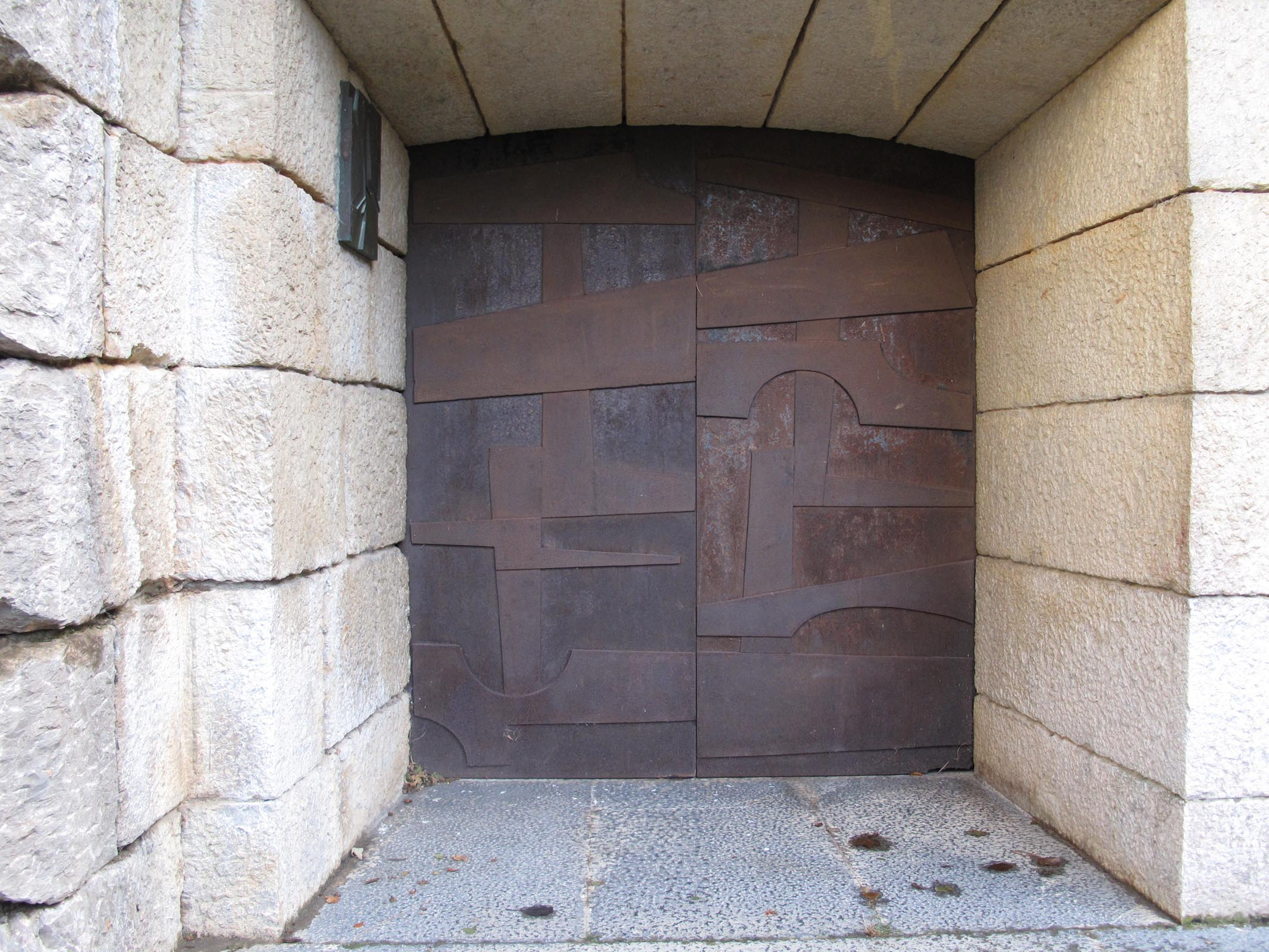
Puertas Basilica Nuestra Señora de Aránzazu 1954), Arantzazu
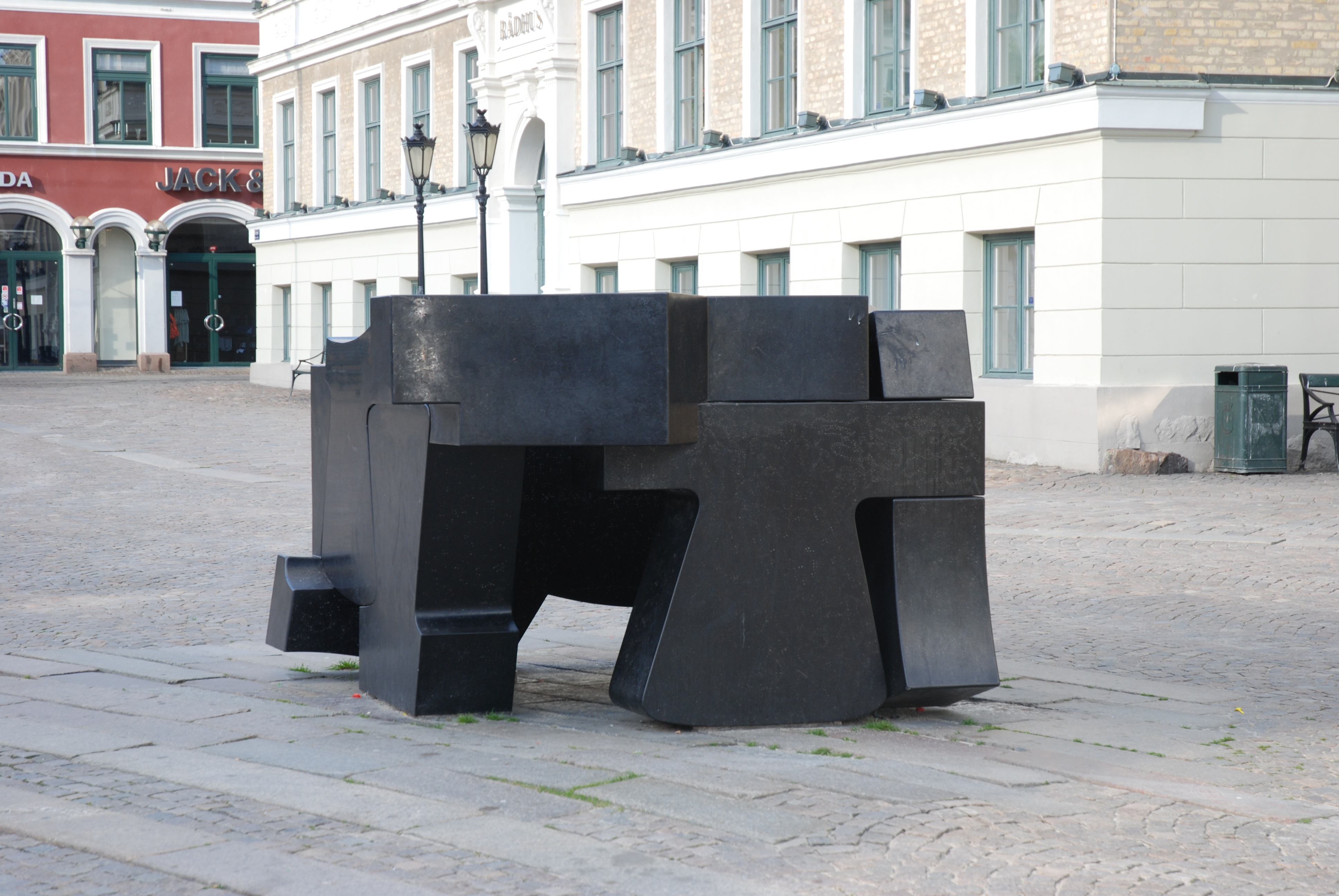
Campo Espacio de Paz II (1972), Lund
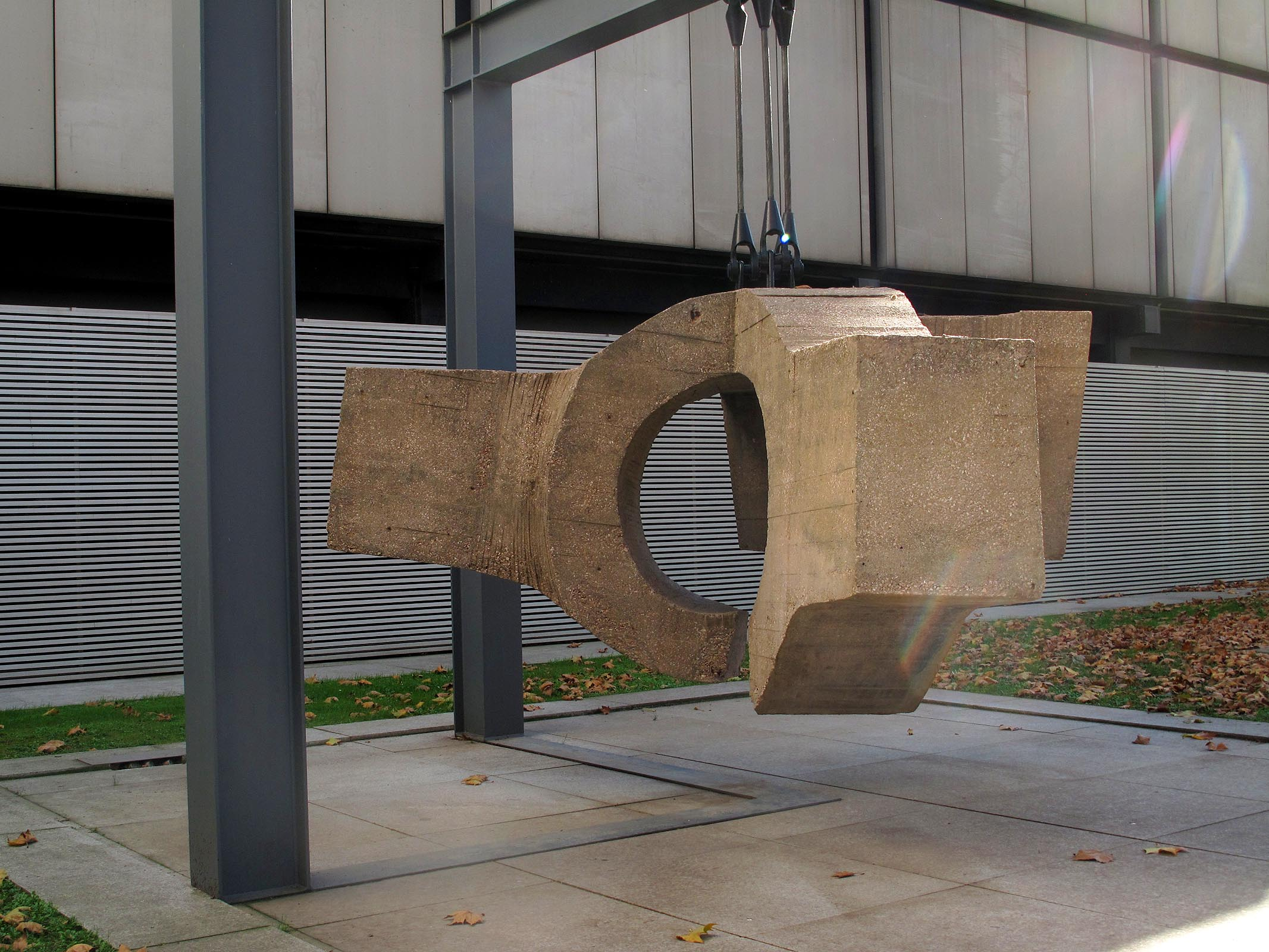
Lugar de Encuentros IV (1973/74), Bilbao
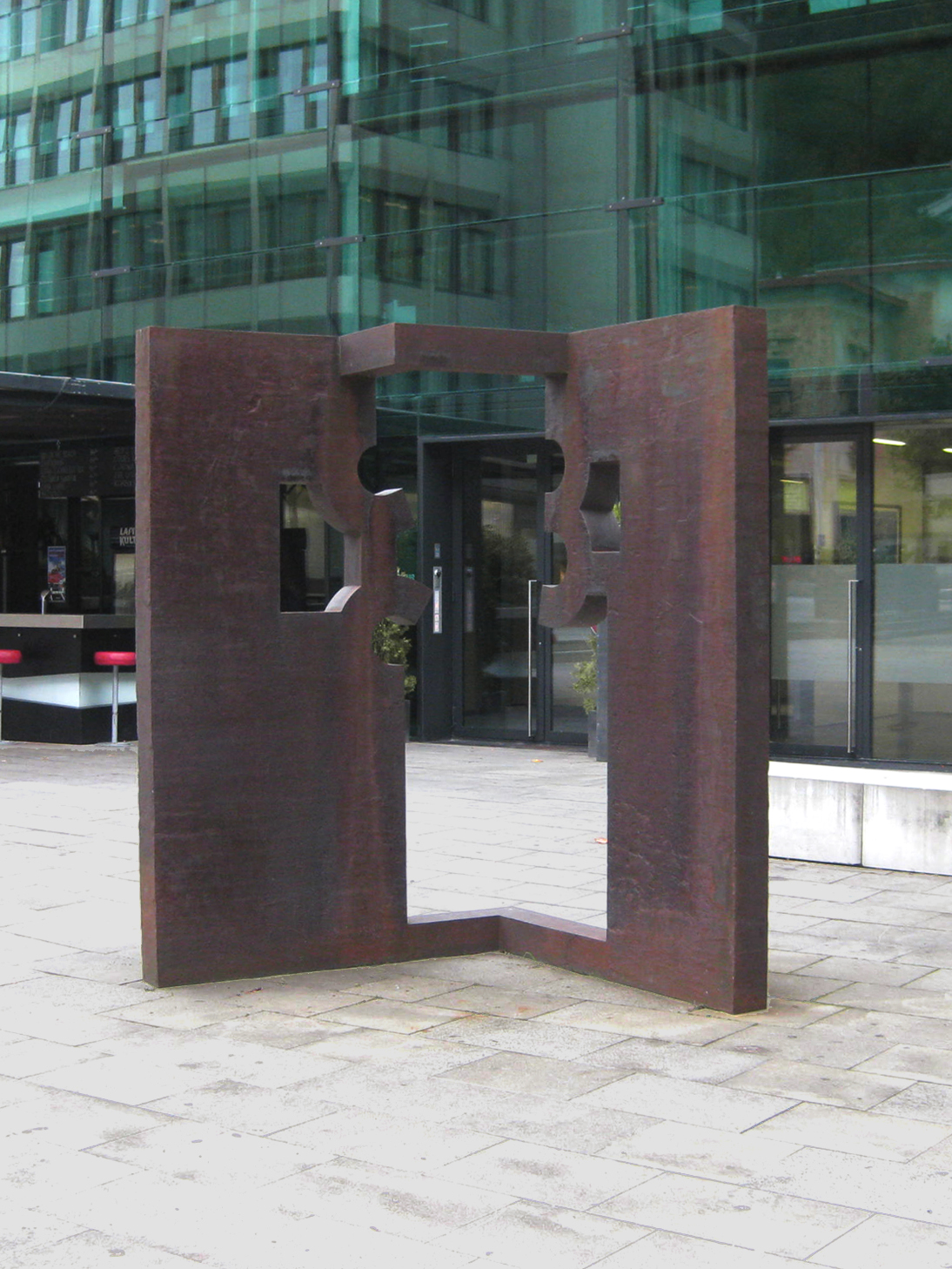
La Puerta de la Libertad (1983), Vaduz
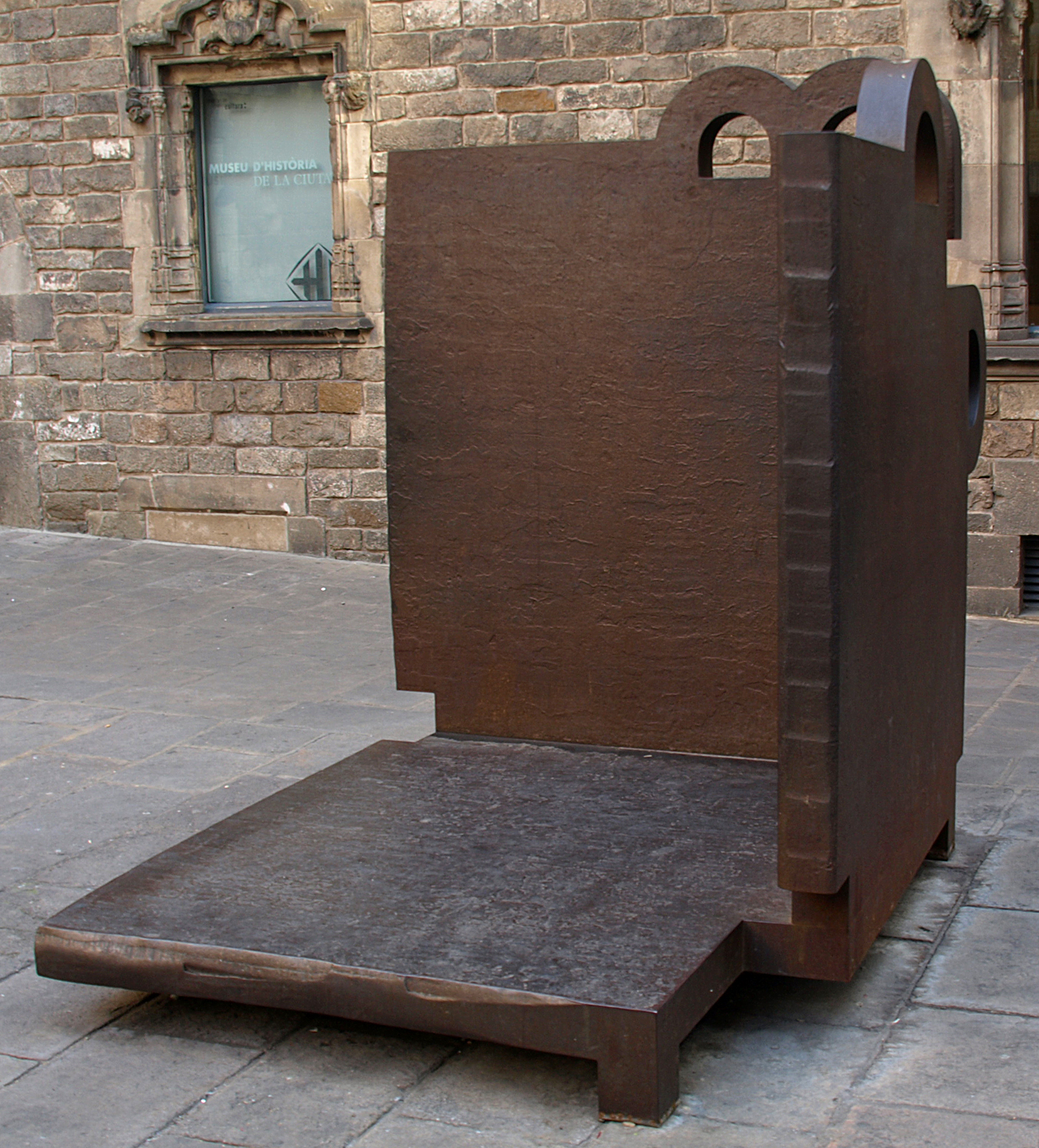
Topos V (1985), Barcelona
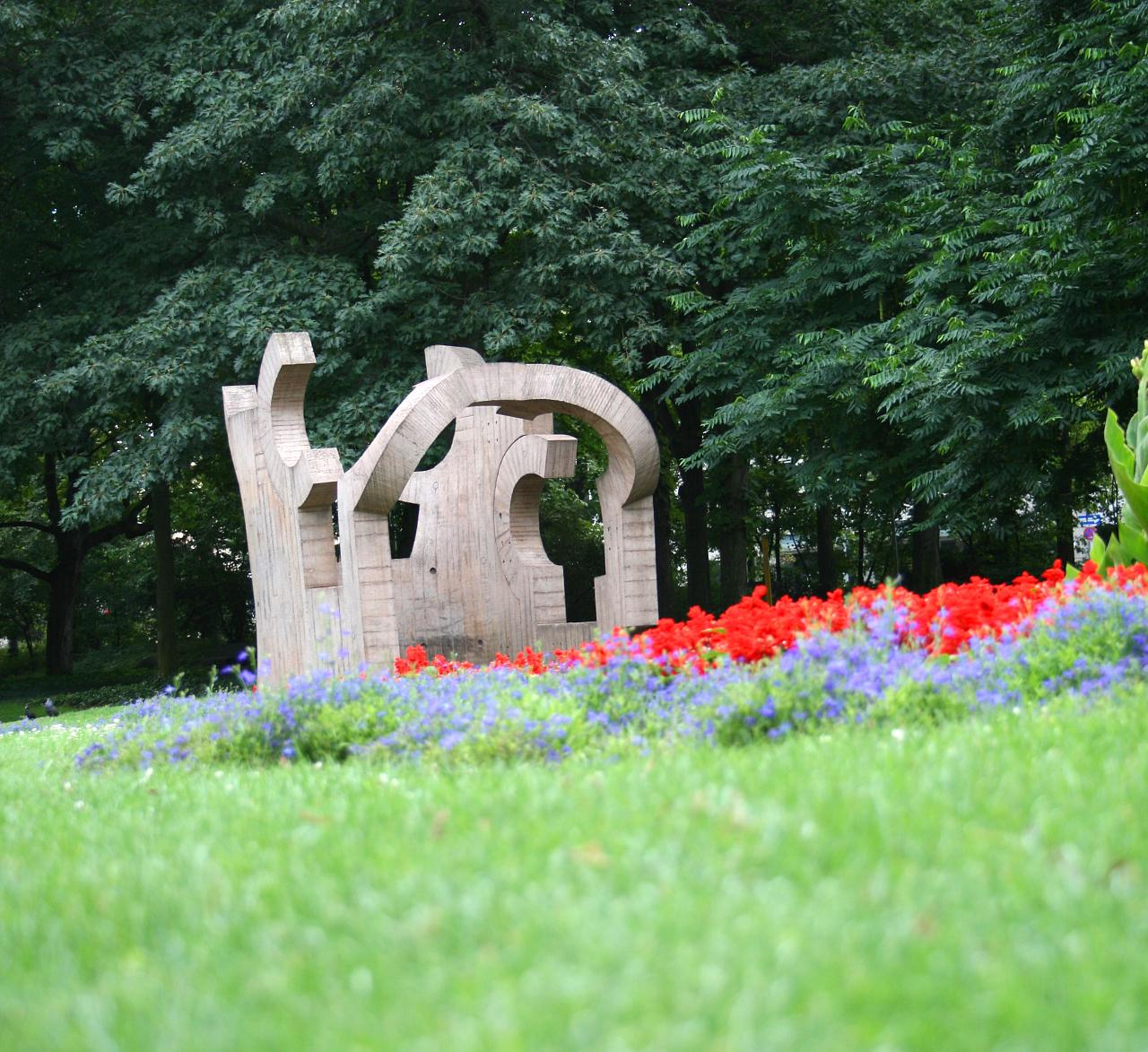
La Casa de Goethe (1986), Frankfurt am Main
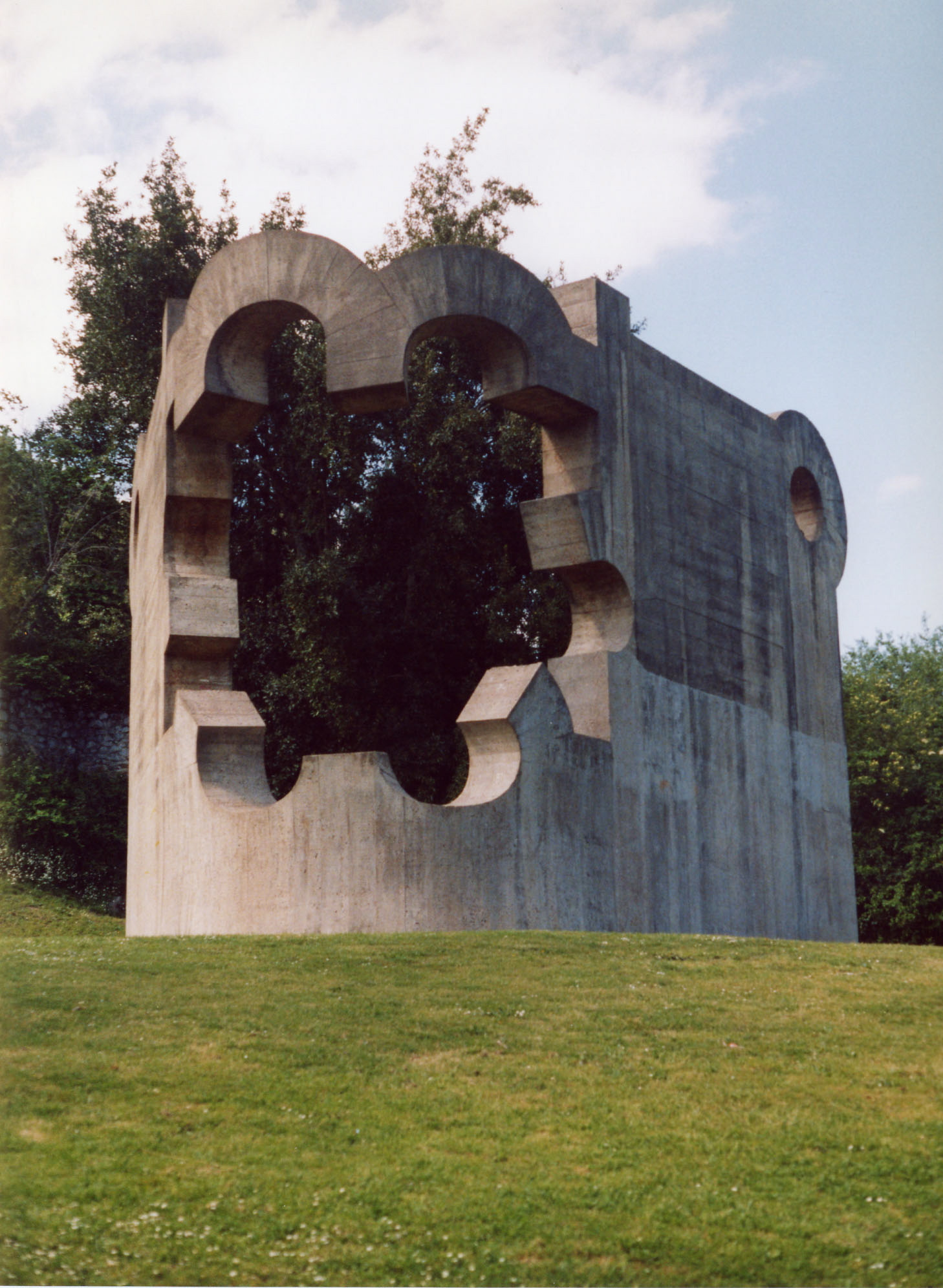
Gure Aitaren Etxea X (1987), Guernica
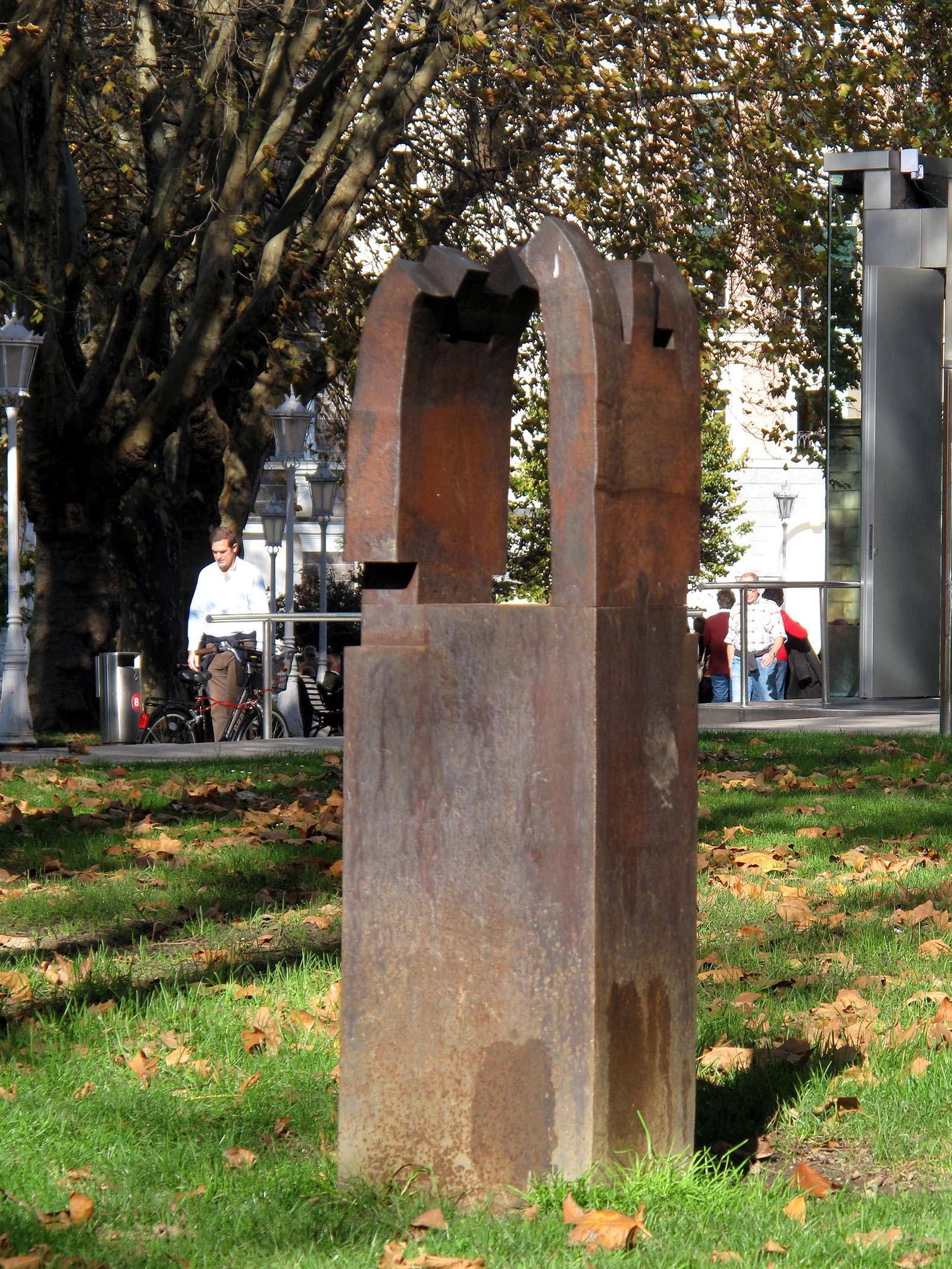
Stele Guernica (1987), Bilbao
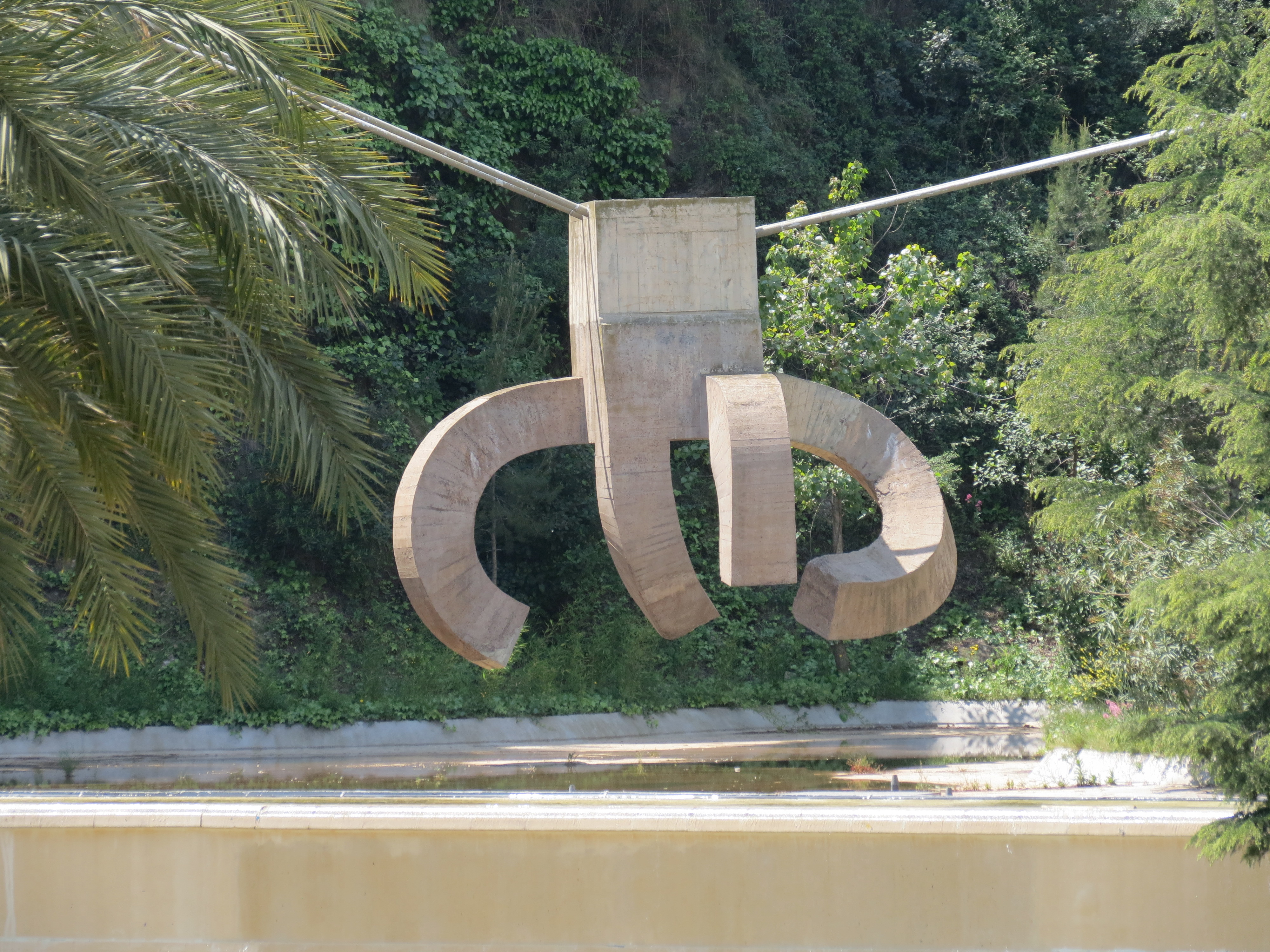
Elogio del Agua (1987), Barcelona
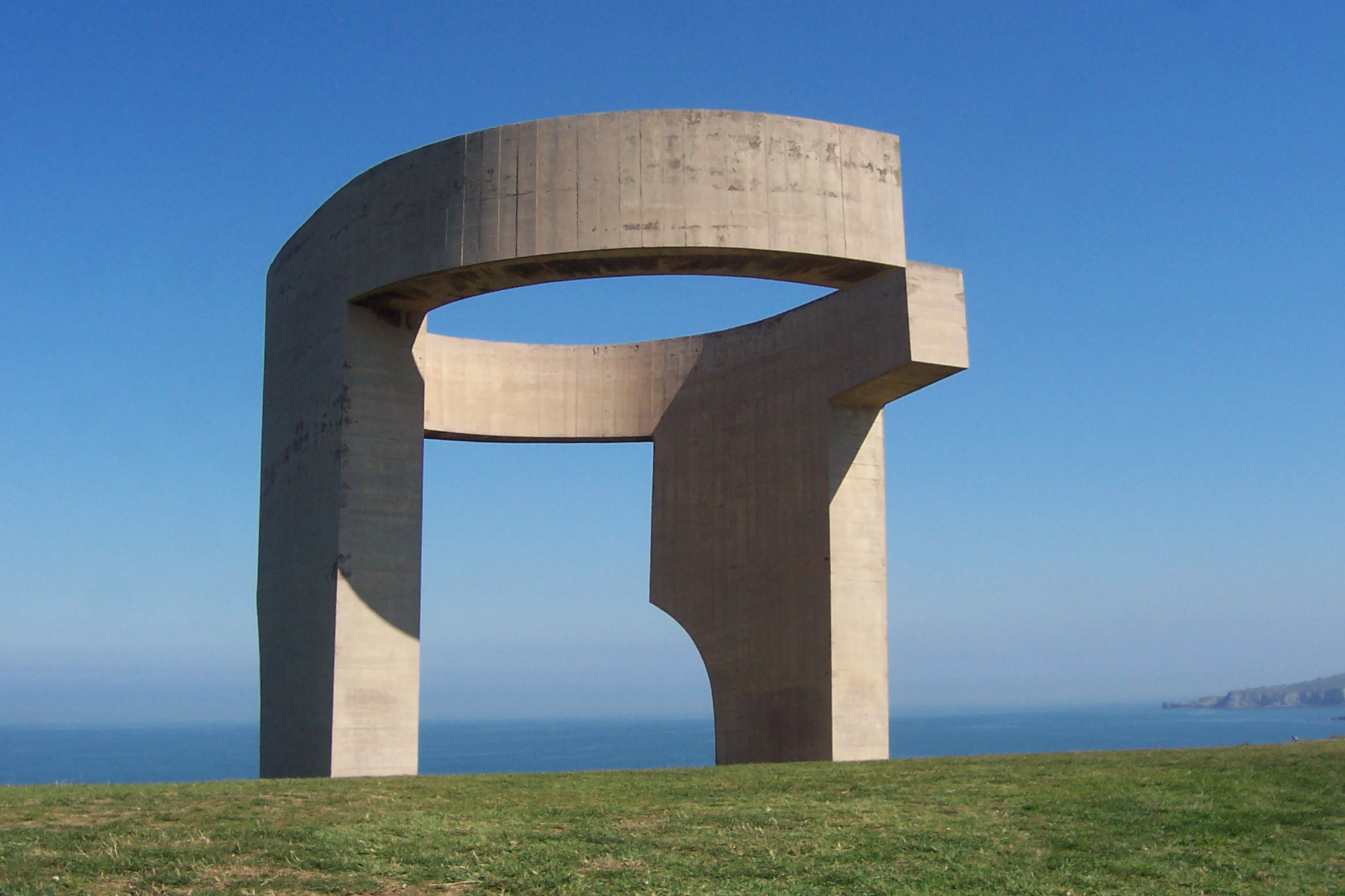
Elogio del Horizonte, beton (1989), Gijón
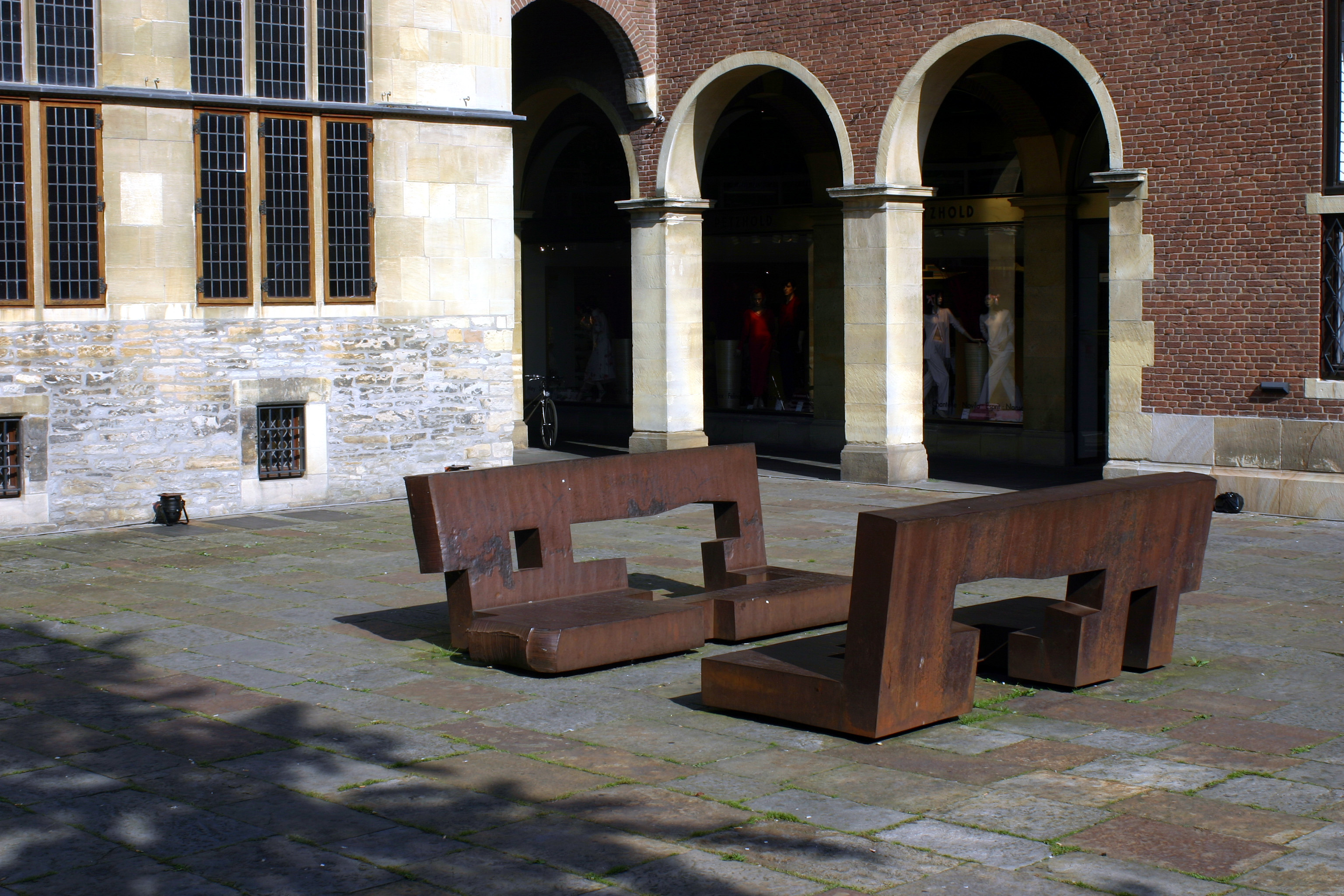
Tolerantie door Dialoog (1992), Münster
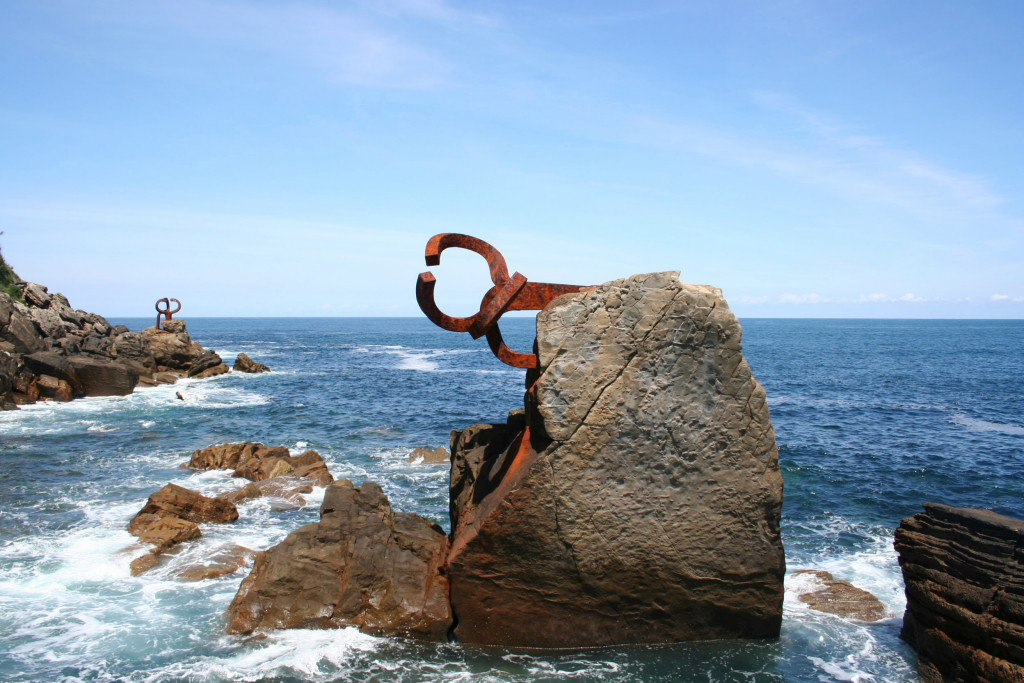
El Peine del viento, San Sebastian
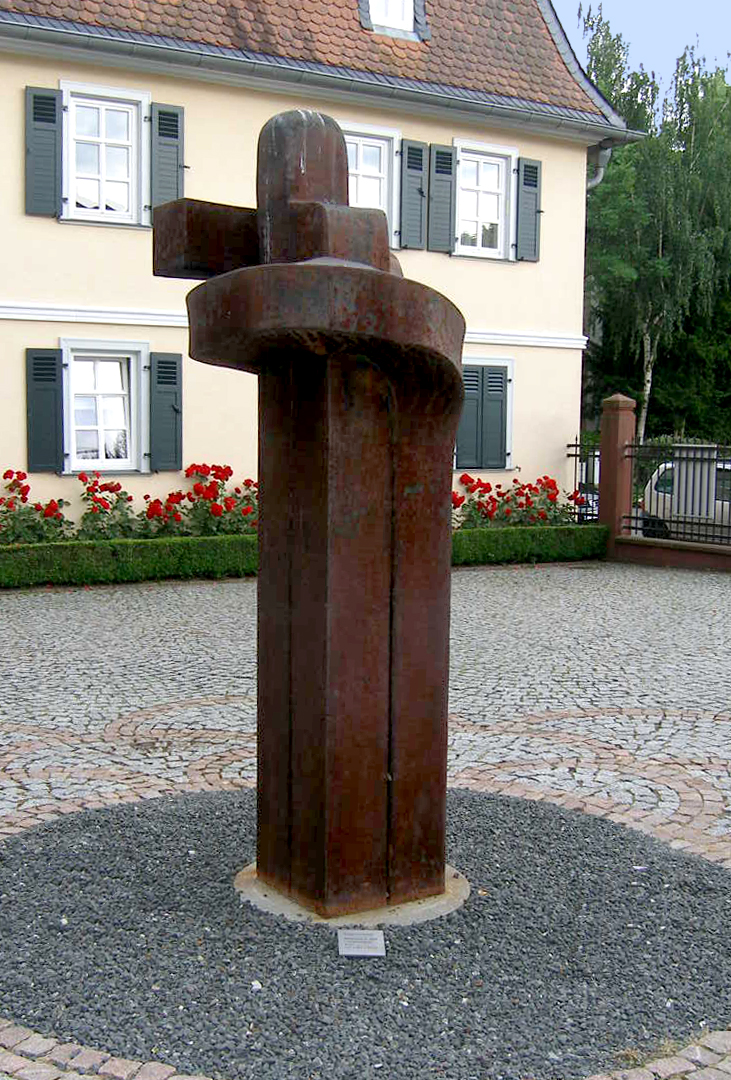
Besarkada X (1996), Bad Homburg
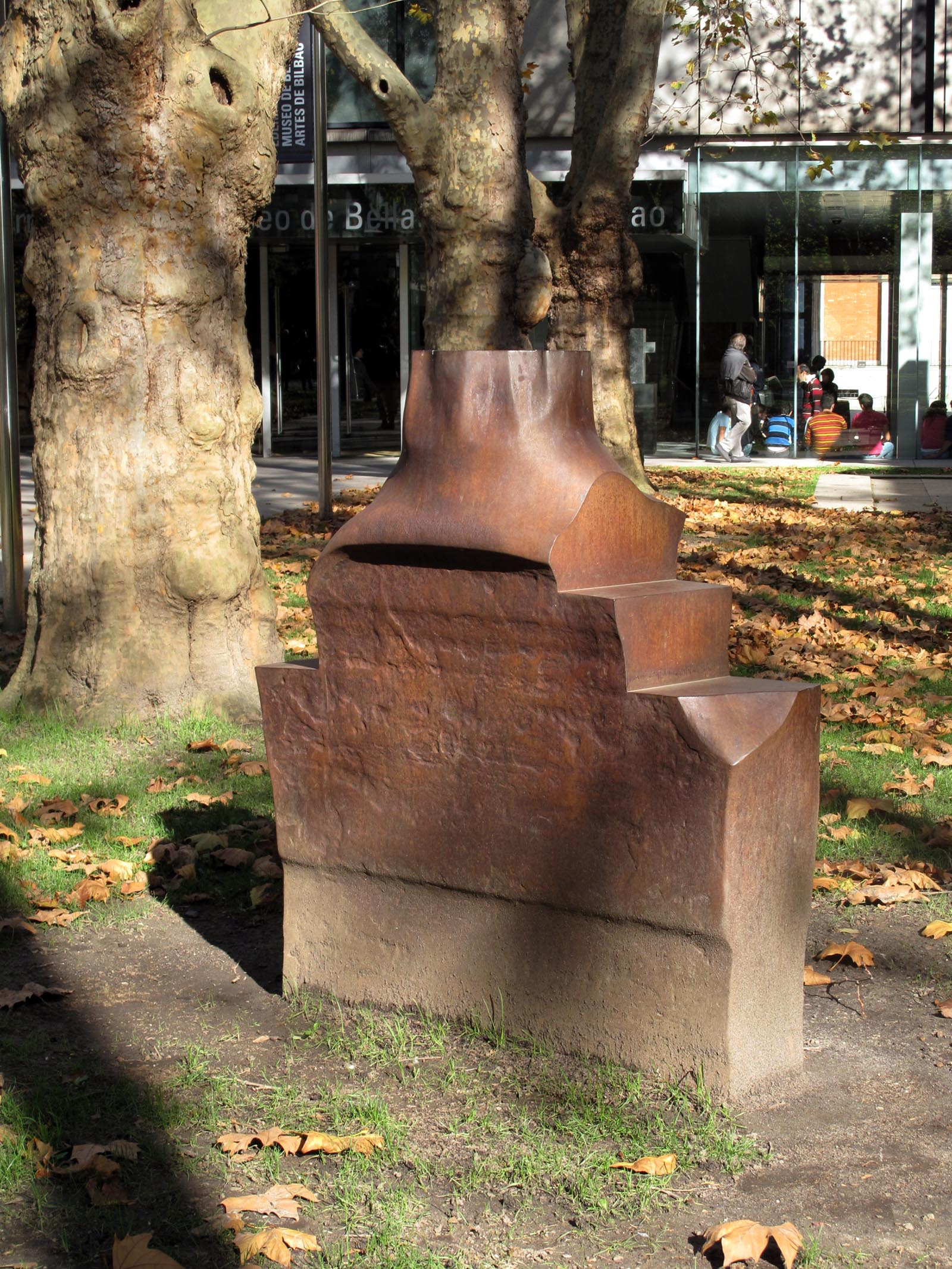
zonder titel (1999), Bilbao
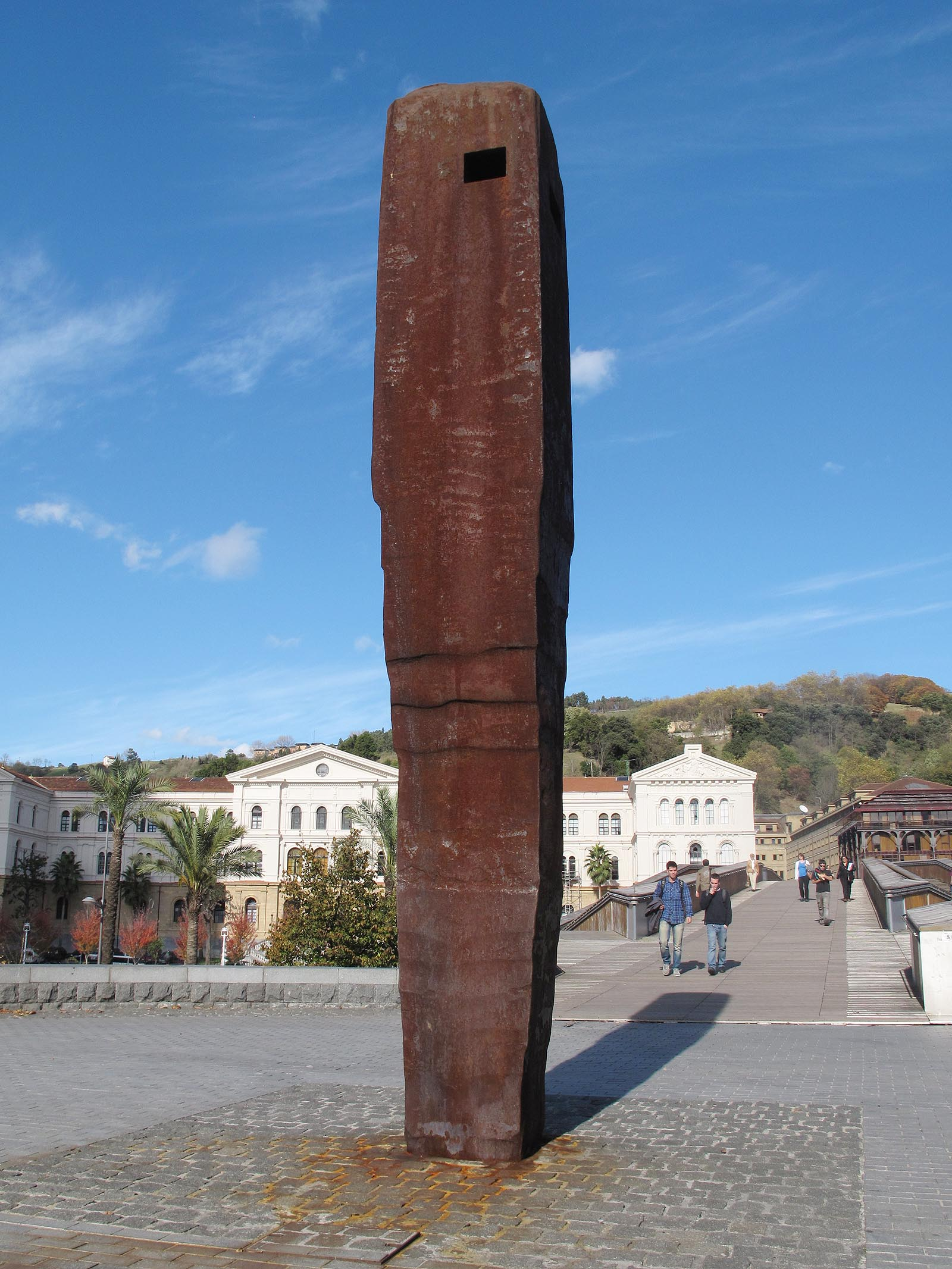
Begirari IV (2000), Bilbao